# 水口镇 (德化县)
水口镇，是中华人民共和国福建省泉州市德化县下辖的一个乡镇级行政单位。

## 行政区划
水口镇下辖以下地区：
亭坑村、丘坂村、凤坪村、上湖村、久住村、祥光村、八逞村、樟境村、村场村、湖坂村、淳湖村、毛厝村、昆坂村、梨坑村、承泽村和榜上村。

## 风景名胜
- 石牛山